# Ambassade de France en Jamaïque
L'ambassade de France en Jamaïque est la représentation diplomatique de la République française en Jamaïque. Elle est située à Kingston, la capitale du pays, et son ambassadeur est, depuis 2021, Olivier Guyonvarch (d). 

## Ambassade
L'ambassade est située au 13 Hillcrest Avenue, à Kingston. Depuis 2015, la section consulaire pour la Jamaïque est rattachée à l'ambassade de Panama. À partir de cette date, le poste évolue en Poste à présence diplomatique (PPD). 

## Ambassadeurs de France en Jamaïque
| De   | À    | Ambassadeur                            |
| ---- | ---- | -------------------------------------- |
| 1962 | 1963 | René Cazin d'Honincthun (d)            |
| 1962 | 1964 | Barthélemy Épinat                      |
| 1966 | 1968 | Jean Fournier de Montoussé (1912-1968) |
| 1968 | 1971 | Michel Louet                           |
| 1971 | 1974 | Jacques O'Connor                       |
| 1974 | 1979 | Victor Garès                           |
| 1979 | 1982 | André Mistral                          |
| 1982 | 1986 | Jacques Massenet                       |
| 1986 | 1991 | Michel Reuillard                       |
| 1991 | 1993 | Patrick Amiot                          |
| 1993 | 1997 | Georges Vinson                         |
| 1997 | 1999 | Pierre Ariola                          |
| 1999 | 2000 | Albert Salon                           |
| 2000 | 2004 | Pierre-Antoine Berniard (d)            |
| 2004 | 2008 | Francis Hurtut (d)                     |
| 2008 | 2012 | Marc-Olivier Gendry (d)                |
| 2012 | 2014 | Ginette de Matha (d)                   |
| 2014 | 2018 | Jean-Michel Despax (d)                 |
| 2018 | 2021 | Denys Wibaux (d)                       |
| 2021 | auj. | Olivier Guyonvarch (d)                 |

## Relations diplomatiques
Colonie britannique depuis 1670, la Jamaïque, après une brève appartenance à la Fédération des Indes occidentales, accède à l'indépendance le 6 août 1962. La France possédait un agent consulaire à Kingston depuis le XIXe siècle, l'un d'entre eux fut Arnold Louis Malabre, qui resta plus de 35 ans à ce poste. Après l'indépendance, un ambassadeur résident fut nommé.

### Bahamas
Les Bahamas sont indépendantes depuis 1973. La France entretenait depuis le XIXe siècle une agence consulaire à Nassau (Nouvelle-Providence). Dès l'indépendance du pays, la France a nommé son ambassadeur de France en Jamaïque comme représentant français aux Bahamas, en résidence à Kingston. Depuis 2014, c'est l'ambassadeur de France au Panama qui est accrédité auprès du Commonwealth des Bahamas.

## Consulats
Les affaires consulaires des Bahamas relèvent du consulat général de France à Miami ou du consul honoraire basé à Nassau, la capitale des Bahamas.

### Communauté française
Au 31 décembre 2016, 159 Français sont inscrits sur le registre consulaire de Kingston.
| 2001 | 2002 | 2003 | 2004 |
| ---- | ---- | ---- | ---- |
| 153  | 166  | 176  | 194  |

| 2005 | 2006 | 2007 | 2008 |
| ---- | ---- | ---- | ---- |
| 199  | 202  | 185  | 174  |

| 2009 | 2010 | 2011 | 2012 |
| ---- | ---- | ---- | ---- |
| 172  | 173  | 203  | 163  |

| 2013 | 2014 | 2015 | 2016 |
| ---- | ---- | ---- | ---- |
| 194  | 183  | 146  | 159  |

| 2017 | - | - | - |
| ---- | - | - | - |
| 186  | - | - | - |

### Circonscriptions électorales
Depuis la loi du 22 juillet 2013 réformant la représentation des Français établis hors de France avec la mise en place de conseils consulaires au sein des missions diplomatiques, les ressortissants français d'une circonscription recouvrant Cuba, la Jamaïque et le Panama élisent pour six ans un conseiller consulaire. Ce dernier a trois rôles : 
1. il est un élu de proximité pour les Français de l'étranger ;
2. il appartient à l'une des quinze circonscriptions qui élisent en leur sein les membres de l'Assemblée des Français de l'étranger ;
3. il intègre le collège électoral qui élit les sénateurs représentant les Français établis hors de France.

Pour l'élection à l'Assemblée des Français de l'étranger, la Jamaïque et les Bahamas appartenaient jusqu'en 2014 à la circonscription électorale de Port-au-Prince, comprenant aussi Antigua-et-Barbuda, la Barbade, Cuba, la République dominicaine, la Dominique, la  Grenade, Haïti, Saint-Christophe-et-Niévès, Sainte-Lucie, Saint-Vincent-et-les-Grenadines et Trinité-et-Tobago, et désignant un siège. La Jamaïque appartient désormais à la circonscription électorale « Amérique Latine et Caraïbes » dont le chef-lieu est São Paulo et qui désigne sept de ses 49 conseillers consulaires pour siéger parmi les 90 membres de l'Assemblée des Français de l'étranger.
Pour l'élection des députés des Français de l’étranger, la Jamaïque et les Bahamas dépendent de la 2e circonscription.